# А он мне нравится
«А он мне нравится» — песня, написанная композитором Владимиром Шаинским на стихи поэта Александра Жигарева специально для польской певицы Анны Герман в 1975 году.

## История создания

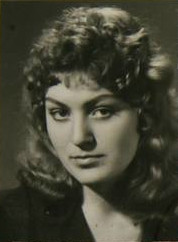
Анна Герман — первая исполнительница

В 1975 году Анна Герман совершала очередное турне по СССР. Владимир Шаинский встретился с певицей и лично сыграл ей за роялем новую песню. Услышав первую строчку «Мне говорят, он маленького роста…», Анна засмеялась от неожиданности; дослушав до конца, она захлопала в ладоши: «Через два, самое позднее через три дня я буду петь в концерте вашу песню. Обязательно! Она мне очень нужна!».
Авторская аранжировка была переписана пианистом Рышардом Сивы, и через три дня песня впервые прозвучала на концерте в Ленинграде. Анну прямым текстом отговаривали от исполнения «пошловатой» песни, не соответствующей, по мнению худсовета, её сценическому образу, однако Герман заявила, что это и хорошо — в её репертуаре не хватает весёлых заводных композиций.
Владимир Шаинский вспоминал:
Эти стихи, несмотря на их внешнюю простоту, были очень талантливы. Они отражали и женскую душу, и женскую логику. И когда Анна это спела, зрители моментально подхватили эту песню и стали распевать. Для шлягера это очень важно, обычно люди подхватывают песни, которые им напоминают что-то из их жизни. А такие ситуации, как в этой песне, по жизни встречаются сплошь и рядом.

## Издание
Впервые песня «А он мне нравится» была выпущена на пластинке Анна Герман в 1977 году. Впоследствии она вошла в репертуар таких исполнителей как Эдита Пьеха, Дина Гарипова, Илона Броневицкая, Елена Максимова, Анне Вески, Мария Воронова, Валентина Легкоступова, Таисия Повалий, Екатерина Бродская, Анастасия Спиридонова, Пелагея, Ирина Дубцова, Анастасия Макеева, Наталья Подольская, Юлия Паршута, Анна Семенович, Юлия Михальчик, Ольга Орлова, Юта, Елена Север, Мария Зайцева, Варвара, Юлия Ковальчук, Алсу, Юлия Савичева, Зара, Людмила Соколова, Жасмин, Полина Гагарина, Марина Девятова, Надежда Чепрага, Елена Светлова.